# Erholungsheim Salem
Das ursprüngliche Erholungsheim Salem liegt im Stadtteil Niederlößnitz der sächsischen Stadt Radebeul, in der Winzerstraße 35. Es ist ein Wohnhaus.

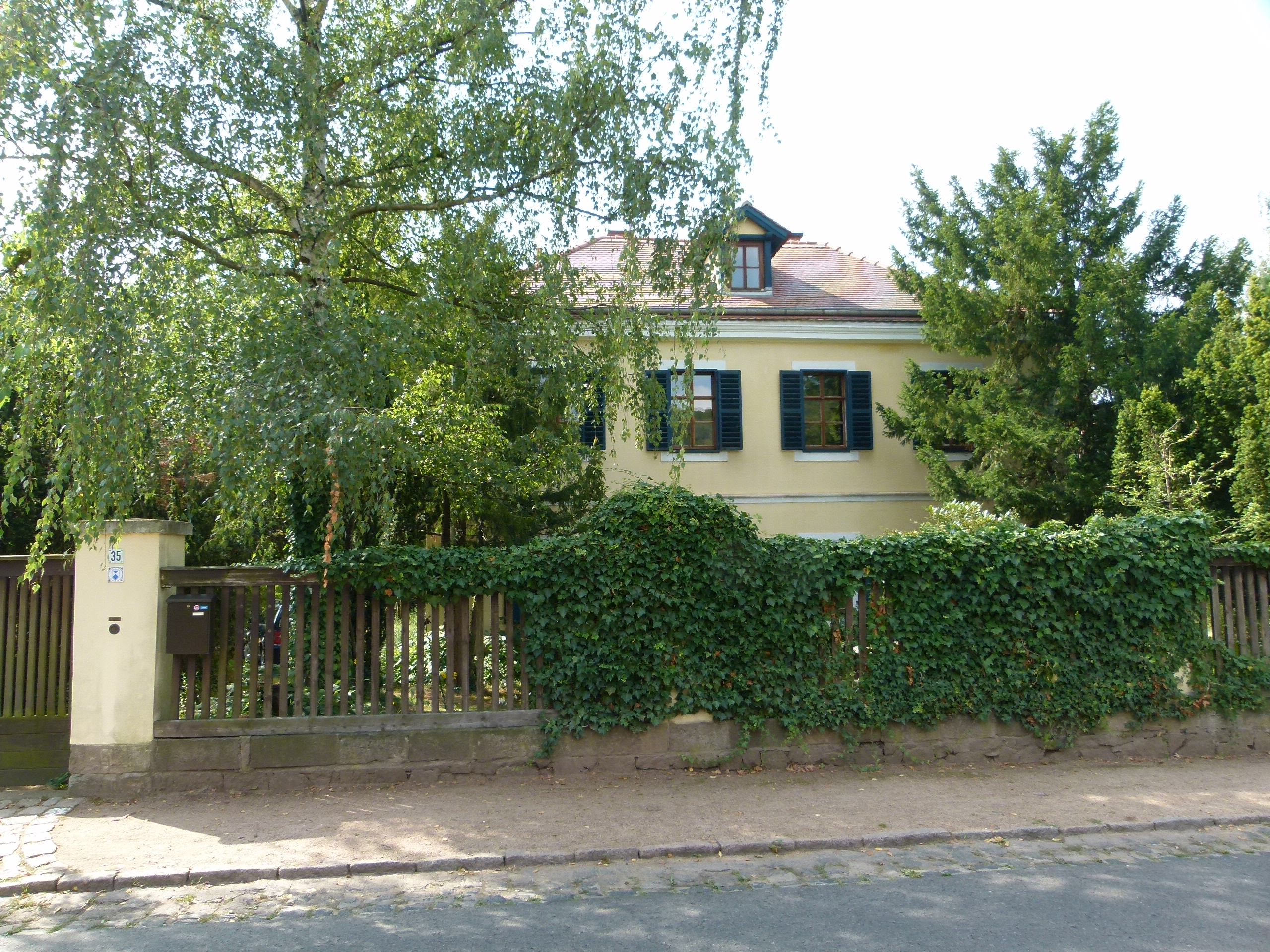
Erholungsheim Salem

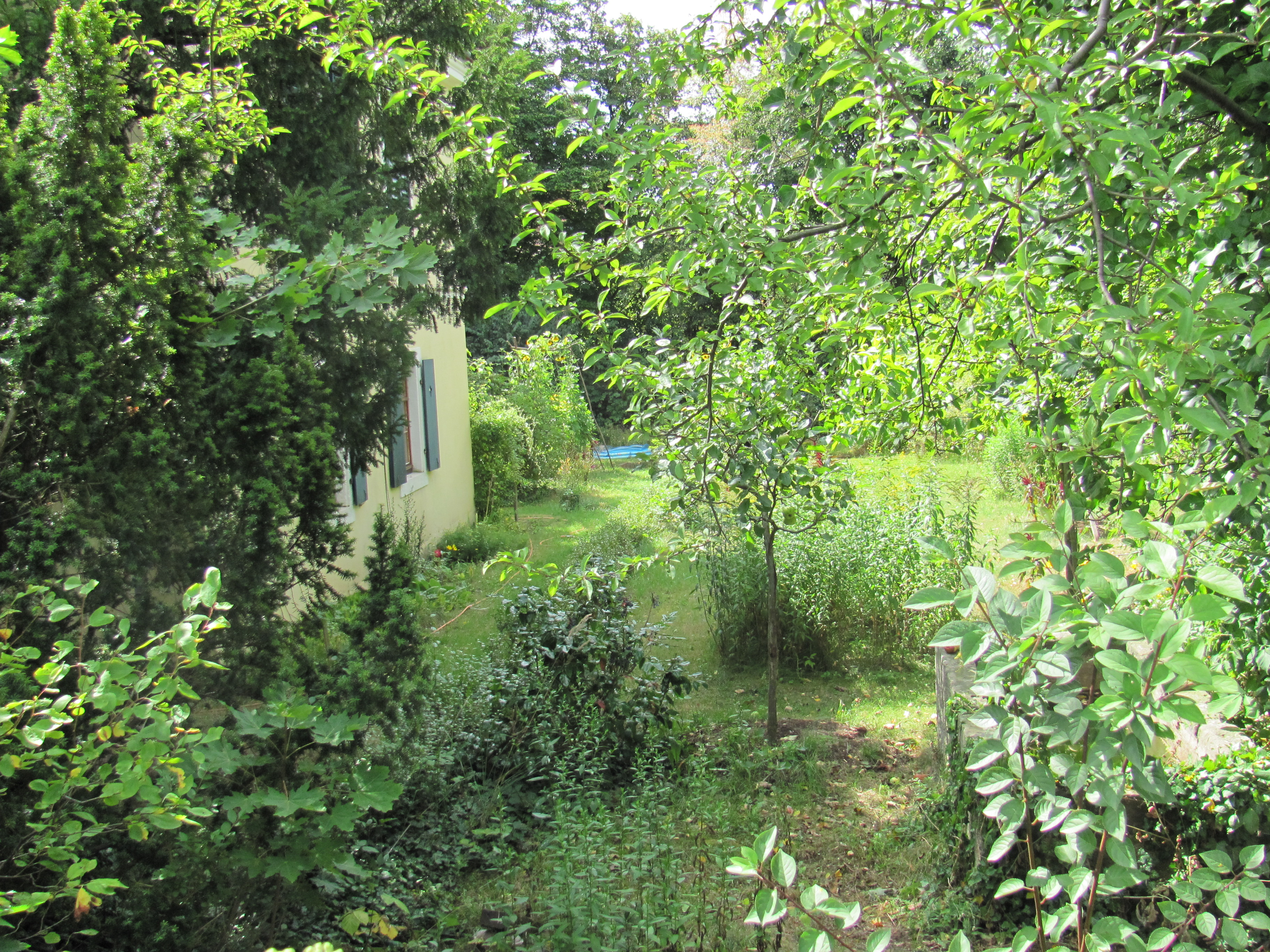
Denkmalgeschützter Garten

## Beschreibung
Das mit Einfriedung und Garten unter Denkmalschutz stehende Gebäude im Stil des Spätklassizismus ist ein schlichter Putzbau aus den Jahren bis 1850. Die Denkmalpflege charakterisiert das Wohnhaus als: „schlichter, aber nobler Putzbau der späten Biedermeierzeit“.
Es steht mit der Längsseite von vier Fensterachsen zur Straße hin, die Querseite ist zwei Fensterachsen breit. Das zweigeschossige Landhaus hat ein flaches Walmdach mit einer Giebelgaube in der Längsseite. Die Fenster werden von Klappläden eingefasst; hinzu kommt ein Weinspalier.
Der in der Radebeuler Denkmaltopographie als Werk der Landschafts- und Gartengestaltung dargestellte Garten des Anwesens wurde in den 2010er Jahren zur denkmalpflegerischen Nebenanlage umgestuft.

## Geschichte
Noch im Jahr 1915 wurde das Landhaus als Erholungsheim „Salem“ für Diakonissen genutzt, während bereits auf der gegenüberliegenden Straßenseite unter der Nummer 34 ein großzügiger Nachfolgebau entstand. Im Jahr 1920 war das Landhaus dann an Privat verkauft, trug jedoch noch den Häusernamen Salem, der dann erst später auf das gegenüberliegende Nachfolgeanwesen der Diakonissen überging.